# Louicius Don Deedson
Louicius Don Deedson (Tabarre, 11 febbraio 2001) è un calciatore haitiano, attaccante dell'Odense e della nazionale haitiana.

## Caratteristiche tecniche
È un'ala destra.

## Carriera

### Club
Acquistato dall'Hobro nel 2019, debutta il 27 settembre 2019 in occasione dell'incontro di Superligaen perso 2-1 contro il Lyngby; realizza la sua prima rete il 21 giugno seguente nelle vittoria per 3-1 contro l'Esbjerg.

### Nazionale
Già convocato in nazionale haitiana nel 2019 in occasione della CONCACAF Nations League 2019-2020, fa il suo debutto nel 2021, giocando l'incontro di qualificazione per il Campionato mondiale di calcio 2022 contro il Belize.

## Statistiche
Statistiche aggiornate al 12 giugno 2023.

### Presenze e reti nei club
| Stagione        | Squadra         | Campionato      | Campionato | Campionato | Coppe nazionali | Coppe nazionali | Coppe nazionali | Coppe continentali | Coppe continentali | Coppe continentali | Altre coppe | Altre coppe | Altre coppe | Totale | Totale |
| Stagione        | Squadra         | Comp            | Pres       | Reti       | Comp            | Pres            | Reti            | Comp               | Pres               | Reti               | Comp        | Pres        | Reti        | Pres   | Reti   |
| --------------- | --------------- | --------------- | ---------- | ---------- | --------------- | --------------- | --------------- | ------------------ | ------------------ | ------------------ | ----------- | ----------- | ----------- | ------ | ------ |
| 2019-2020       | Hobro           | SL              | 3+4        | 0+1        | CD              | 0               | 0               | -                  | -                  | -                  | -           | -           | -           | 7      | 1      |
| 2020-2021       | Hobro           | 1D              | 13+5       | 2          | CD              | 1               | 2               | -                  | -                  | -                  | -           | -           | -           | 19     | 4      |
| 2021-2022       | Hobro           | 1D              | 19+9       | 2+4        | CD              | 1               | 0               | -                  | -                  | -                  | -           | -           | -           | 29     | 6      |
| 2022-2023       | Hobro           | 1D              | 17+9       | 6+4        | CD              | 2               | 1               | -                  | -                  | -                  | -           | -           | -           | 28     | 11     |
| Totale carriera | Totale carriera | Totale carriera | 79         | 19         |                 | 4               | 3               |                    | -                  | -                  |             | -           | -           | 83     | 22     |

### Cronologia presenze e reti in nazionale
| Cronologia completa delle presenze e delle reti in nazionale ― Haiti | Cronologia completa delle presenze e delle reti in nazionale ― Haiti | Cronologia completa delle presenze e delle reti in nazionale ― Haiti | Cronologia completa delle presenze e delle reti in nazionale ― Haiti | Cronologia completa delle presenze e delle reti in nazionale ― Haiti | Cronologia completa delle presenze e delle reti in nazionale ― Haiti | Cronologia completa delle presenze e delle reti in nazionale ― Haiti | Cronologia completa delle presenze e delle reti in nazionale ― Haiti |
| Data                                                                 | Città                                                                | In casa                                                              | Risultato                                                            | Ospiti                                                               | Competizione                                                         | Reti                                                                 | Note                                                                 |
| -------------------------------------------------------------------- | -------------------------------------------------------------------- | -------------------------------------------------------------------- | -------------------------------------------------------------------- | -------------------------------------------------------------------- | -------------------------------------------------------------------- | -------------------------------------------------------------------- | -------------------------------------------------------------------- |
| 25-3-2021                                                            | Port-au-Prince                                                       | Haiti                                                                | 2 – 0                                                                | Belize                                                               | Qual. Mondiali 2022                                                  | -                                                                    | 63’                                                                  |
| 5-6-2021                                                             | Providenciales                                                       | Turks e Caicos                                                       | 0 – 10                                                               | Haiti                                                                | Qual. Mondiali 2022                                                  | -                                                                    | 65’                                                                  |
| 8-6-2021                                                             | Port-au-Prince                                                       | Haiti                                                                | 1 – 0                                                                | Nicaragua                                                            | Qual. Mondiali 2022                                                  | -                                                                    | 73’                                                                  |
| 15-6-2021                                                            | Bridgeview                                                           | Canada                                                               | 3 – 0                                                                | Haiti                                                                | Qual. Mondiali 2022                                                  | -                                                                    | 86’                                                                  |
| 12-9-2023                                                            | Kingston                                                             | Giamaica                                                             | 2 – 2                                                                | Haiti                                                                | CONCACAF Nations League 2023-2024 - 1º turno                         | 2                                                                    | 69’                                                                  |
| 12-10-2023                                                           | Paramaribo                                                           | Suriname                                                             | 1 – 1                                                                | Haiti                                                                | CONCACAF Nations League 2023-2024 - 1º turno                         | -                                                                    |                                                                      |
| 15-10-2023                                                           | Port of Spain                                                        | Haiti                                                                | 2 – 3                                                                | Giamaica                                                             | CONCACAF Nations League 2023-2024 - 1º turno                         | -                                                                    | 80’                                                                  |
| 23-3-2024                                                            | Remire-Montjoly                                                      | Guyana francese                                                      | 1 – 1                                                                | Haiti                                                                | Amichevole                                                           | -                                                                    |                                                                      |
| 6-6-2024                                                             | Bridgetown                                                           | Haiti                                                                | 2 – 1                                                                | Saint Lucia                                                          | Qual. Mondiali 2026                                                  | -                                                                    | 64’                                                                  |
| 9-6-2024                                                             | Bridgetown                                                           | Barbados                                                             | 1 – 3                                                                | Haiti                                                                | Qual. Mondiali 2026                                                  | 1                                                                    | 64’                                                                  |
| 6-9-2024                                                             | Mayagüez                                                             | Porto Rico                                                           | 1 – 4                                                                | Haiti                                                                | CONCACAF Nations League 2024-2025 - 1º turno                         | 1                                                                    | 46’                                                                  |
| 9-9-2024                                                             | Mayagüez                                                             | Haiti                                                                | 6 – 0                                                                | Sint Maarten                                                         | CONCACAF Nations League 2024-2025 - 1º turno                         | -                                                                    | 46’                                                                  |
| 11-10-2024                                                           | Oranjestad                                                           | Aruba                                                                | 1 – 3                                                                | Haiti                                                                | CONCACAF Nations League 2024-2025 - 1º turno                         | -                                                                    | 76’                                                                  |
| 14-10-2024                                                           | Oranjestad                                                           | Aruba                                                                | 3 – 5                                                                | Haiti                                                                | CONCACAF Nations League 2024-2025 - 1º turno                         | 1                                                                    |                                                                      |
| 15-11-2024                                                           | Mayagüez                                                             | Sint Maarten                                                         | 0 – 8                                                                | Haiti                                                                | CONCACAF Nations League 2024-2025 - 1º turno                         | -                                                                    | 46’                                                                  |
| 18-11-2024                                                           | Mayagüez                                                             | Porto Rico                                                           | 0 – 3                                                                | Haiti                                                                | CONCACAF Nations League 2024-2025 - 1º turno                         | 1                                                                    | 62’ 78’                                                              |
| 22-3-2025                                                            | Baku                                                                 | Azerbaigian                                                          | 0 – 3                                                                | Haiti                                                                | Amichevole                                                           | -                                                                    | 86’                                                                  |
| 7-6-2025                                                             | Oranjestad                                                           | Aruba                                                                | 0 – 5                                                                | Haiti                                                                | Qual. Mondiali 2026                                                  | -                                                                    | 74’                                                                  |
| 10-6-2025                                                            | Oranjestad                                                           | Haiti                                                                | 1 – 5                                                                | Curaçao                                                              | Qual. Mondiali 2026                                                  | 1                                                                    | 68’                                                                  |
| 15-6-2025                                                            | San Diego                                                            | Haiti                                                                | 0 – 1                                                                | Arabia Saudita                                                       | Gold Cup 2025 - 1º turno                                             | -                                                                    | 62’                                                                  |
| 19-6-2025                                                            | Houston                                                              | Trinidad e Tobago                                                    | 1 – 1                                                                | Haiti                                                                | Gold Cup 2025 - 1° turno                                             | -                                                                    | 81’                                                                  |
| 22-6-2025                                                            | Arlington                                                            | Stati Uniti                                                          | 2 – 1                                                                | Haiti                                                                | Gold Cup 2025 - 1° turno                                             | 1                                                                    | 46’                                                                  |
| Totale                                                               |                                                                      | Presenze                                                             | 22                                                                   |                                                                      | Reti                                                                 | 8                                                                    |                                                                      |

## Palmarès

### Club

#### Competizioni nazionali
- 1. Division: 1

Odense: 2024-2025